# PKO BPs sæde i Łódź
PKO BPs sæde i Łódź (polsk Siedziba PKO BP w Łodzi) ligger på hjørnet af Tadeusz Kościuszkos allé 9 og 6. augustgaden. 
Bygningen husede oprindeligt Łódzki Bank Handlowy ("Handelsbanken i Łódź") og blev bygget i årene 1911-1913 efter tegninger af det berlinske firma "Bielenberg und Moser", godkendt af byarkitekten Franciszek Chełmiński. Bygningen fik imidlertid en noget anden form end oprindelig planlagt. 
Efter banken gik konkurs i 1935 blev bygningen købt af Pocztowa Kasa Oszczędności ("Postsparekassen"), som havde en af sine afdelinger her frem til 1950. Under 2. verdenskrig blev den lavet om til postbygning af den tyske okkupationsmagt. I dag huser bygningen banken PKO BPs afdeling nummer 1 i byen.
Bygningen præges af modernistisk arkitektur med indslag af tunge neobarokke former (den såkaldte "Wilhelm-stil"), og har en tilnærmet rektangulær grundplan med to høje fløje. Elevationen har store rektangulære vinduer og er dekoreret med allegoriske skulpturer af ugler, hamstere, løver og ørne. En portikus fører til hovedindgangen. Bankens indre var i sin tid et af verdens mest moderne.

51°46′05″N 19°27′13″Ø / 51.768159°N 19.453499°Ø